# Homalanthus polyadenius
Homalanthus polyadenius är en törelväxtart som beskrevs av Ferdinand Albin Pax och Käthe Hoffmann. Homalanthus polyadenius ingår i släktet Homalanthus och familjen törelväxter. Inga underarter finns listade i Catalogue of Life.